# Giuseppe Marchetti (pittore)
Giuseppe Marchetti (Forlì, 1721 – Forlì, 1801) è stato un pittore italiano.

## Biografia
Giuseppe Marchetti è un pittore di scuola forlivese. Fu allievo di Felice Torelli e fu attivo principalmente a Forlì.
Sue opere si trovano anche nell'Abbazia di San Mercuriale (Sacra Famiglia) e nel Palazzo Comunale (Cornelio Gallo primo prefetto d’Egitto, Berengario incoronato Re d’Italia dal Papa, I Forlivesi capitanati da Guido da Montefeltro sconfiggono l’esercito francese guidato da Giovanni d’Appia, Guido da Montefeltro entra trionfante a Forlì, Federico II concede alla città di Forlì di porre nello stemma cittadino l’aquila imperiale e la facoltà di battere moneta, Fausto Andrelini viene incoronato poeta dal re di Francia Luigi XII).

## Altre opere
- Bagnacavallo, Chiesa di San Giovanni: quattro tele[1]
- Forlì, Pinacoteca civica:
  - San Mercuriale
  - San Valeriano
  - Beato Torello
  - Santa Teresa che regge, con l'aiuto di un angelo, la città
- Forlì, chiesa della Santissima Trinità: La Trinità, San Francesco di Sales, San Vincenzo de' Paoli e Giovanna Francesca Fremiot de Chantal
- Forlì, chiesa di Santa Maria della Visitazione, detta del Suffragio: Natività della Vergine
- Forlì, Palazzo Reggiani: Il giudizio di Paride
- Forlimpopoli, Basilica di San Rufillo, La Ss.ma Trinità, la Madonna, San Giuseppe, Sant'Antonio da Padova e Santa Caterina
- Forlimpopoli, chiesa della Madonna del Popolo, ben 18 quadri[2].
- Castel San Pietro Terme, chiesa di Santa Maria Maggiore, Maria Bambina con i santi Anna, Agata e Gioacchino
- Urbino, chiesa di San Girolamo, Trinità con i santi Agostino, Onofrio ed il beato Nicola da Forca Palena (1778)